# Чёрный Пётр
«Чёрный Пётр» (чеш. Černý Petr) — кинофильм Милоша Формана, социальная драма с элементами романтической комедии. Дебют режиссёра в полнометражном игровом кинематографе. В некоторых странах фильм известен под названием «Пётр и Павла». Главный приз международного кинофестиваля в Локарно.
Картина была снята в течение семи недель; в работе над ней приняли участие молодые и непрофессиональные актёры.

## Сюжет
История двух дней из жизни чешского подростка, постоянно и с полным равнодушием выслушивающего поучения родителей, мечтающего о большой любви, ищущего своё место в компании ровесников и коллективе коллег на новой работе.

## В ролях
- Ладислав Яким — Пётр
- Павла Мартинкова — Павла
- Ян Вострчил — отец Петра
- Владимир Пухольт — Ченда
- Павел Седлачек — Лада
- Зденек Кулганек — Зденек
- Франтишек Косина — директор магазина